# بئر الحفی
بئر الحفی (به عربی: بئر الحفی) یک منطقهٔ مسکونی در تونس است که در استان سیدی بوزید واقع شده‌است. بئر الحفی ۶٬۴۹۸ نفر جمعیت دارد.